# Michał Chyliński
Michał Chyliński, né le 22 février 1986 à Bydgoszcz, en Pologne, est un joueur polonais de basket-ball. Il évolue au poste d'arrière.